# 刘永福“虎”字摩崖石刻
刘永福“虎”字摩崖石刻，位于中国广东省广州市白云区白云山能仁寺，为广州市的一个市、县级文物保护单位，类型为近现代重要史迹及代表性建筑，公布时间为1999年7月。
刘永福“虎”字摩崖石刻的历史年代为1898。